# 西屯镇
西屯镇，是中华人民共和国甘肃省平凉市灵台县下辖的一个乡镇级行政单位。
2015年，甘肃省民政厅批复同意撤销西屯乡，设立西屯镇。

## 行政区划
西屯镇下辖以下地区：
柳家铺村、小村村、郭阳村、爱子村、店子村、白草坡村、桥子村、穆村、南头村、大社村、北庄村、大王村、东湾村、上孙村和姜家庄村。